# Disterigma styphelioides
Disterigma styphelioides är en ljungväxtart som beskrevs av Niedenzu. Disterigma styphelioides ingår i släktet Disterigma och familjen ljungväxter. Inga underarter finns listade i Catalogue of Life.